# سيكوال
سيكوال هو نظام دولي مبني على الادلة لتقييم وتصنيف الاستدامة ومنح الجوائز للهندسة المدنية والبنية التحتية وتجميل المناظر الطبيعية والاعمال في الاماكن العامة. تأسست بعد الترويج لها من معهد المهندسين المدنيين (ICE) وتم تشغيلها مع مجموعة من 14 مساهمًا في الصناعة، في نوفمبر 2015 استحوذت مؤسسة أبحاث البناء (BRE Global Ltd) على CEEQUAL بناءً على توصية من مجلس إدارة CEEQUAL وتمثل هذه الخطوة طموحًا مشتركًا للجمع بين نظامين ناجحين لتصنيف الاستدامة (بريام و سيكوال) لإنشاء معيار وأداة اعتماد واحده مبنية على اساس علمي لأفضل ممارسات الهندسة المدنية ومشاريع البنية التحتية الأخرى في المملكة المتحدة وحول العالم، اعتبارًا من نوفمبر ستقوم سيكوال بنقل عملياتها التجارية إلى BRE Global (مؤسسة ابحاث البناء) وسيتم تقديم سيكوال بعد هذا النقل من قبل فريق شهادة بريام مع الدعم المستمر من فريق إدارة مخطط سيكوال .
تمت إعادة تسمية العلامة التجارية سيكوال للانضمام إلى مجموعة منتجات بريام باسم "BREEAM Infrastructure" (بريام للبنية التحتية) في أكتوبر 2022، سيؤدي هذا التغيير في العلامة التجارية إلى إدخال البنية التحتية بقوة في مجموعة مخططات بريام والمساعدة في إظهار نهجنا الشامل لتحسين الاستدامة في البيئة المبنية عبر مختلف القطاعات ومراحل دورة حياة الأصول، وقد قامت BRE (مؤسسة ابحاث البناء) بذلك لإنشاء نهج شامل لتحسين الاستدامة في البيئة المبنية عبر مختلف القطاعات ومراحل دورة حياة الأصول، ستُعرف مشاريع سيكوال باسم مشاريع بريام للبنية التحتية في حين ستُعرف عقود سيكوال محددة الاجل باسم عقود بريام للبنية التحتية محددة الاجل.
كان الدافع وراء عملية الاستحواذ هو رغبة المجال في الحصول على نظام واحد لتصنيف الاستدامة يعالج التحديات التي يواجهها عملاء البنية التحتية وعملاء المهن والمقاولين حاليًا في تقديم بنية تحتية أكثر استدامة ومرونة وسيعالج المخطط الجديد أيضًا الحاجة إلى التكامل مع المخططات ذات الصلة بالبناء بحيث يمكن للعملاء ذوي التطويرات المختلطة الحصول على تصنيف واحد مشترك لأصولهم، سيساعد المخطط الفردي الجديد على تحقيق فوائد بيئية واجتماعية مُحسَنة لأعمال الهندسة المدنية وتحقيق نتائج اقتصادية أفضل تعود بالنفع على المجتمع.
تشجع وتعزز سيكوال على تحقيق أداء اقتصادي بيئي اجتماعي عالي في جميع أشكال الهندسة المدنية من خلال تحديد أفضل الممارسات وتطبيقها وتهدف إلى مساعدة العملاء والمصممين والمقاولين على تقديم أداء واستراتيجية استدامة محسنة في المشروع أو العقد، أثناء المواصفات والتصميم والبناء يكافئ المخطط فرق المشاريع والعقود التي تتجاوز الحد الأدنى القانوني والبيئي والاجتماعي لتحقيق أداء بيئي واجتماعي مميز في عملهم.

## التاريخ
قبل الاستحواذ الأخير من قبل BRE (مؤسسة ابحاث البناء)، تم تطوير سيكوال من قبل فريق بقيادة ICE (معهد المهندسين المدنيين) بدعم مالي حكومي من شراكتي DETR (دائرة البيئة والنقل والأقاليم) وDTI (وزارة التجارة والصناعة) في خطط الابتكار ومن صندوق تمكين البحث والتطوير التابع لـ ICE، تم التمكن من تطوير سيكوال بواسطة شركة Crane Environmental Ltd. وقد حظيت بدعم ومشاركة من أدارات ووكالات حكومية ذات صلة، وجمعيات متخصصة وصناعية ومستشاري ومقاولي الهندسة المدنية.
بعد إجراء مشاورات وتجارب على مستوى الصناعة تم إطلاق البرنامج في سبتمبر 2003 وتقديم الجوائز الثماني الأولى في ICE.
منذ ذلك الحين أصبح سيكوال مُخطَط مجال الاستدامة في المملكة المتحدة لتقييم الأداء البيئي والاستدامة في مشاريع الهندسة المدنية والمجال العام ويستخدم الآن على نطاق واسع من قبل عملاء الهندسة المدنية والمصممين والمقاولين، في يونيو 2008 تم الاعتراف بـسيكوال من خلال تقرير حكومة صاحب الجلالة، استراتيجية البناء المستدامة كمبادرة تساعد على "دفع" أجندة التصميم الحكومية لمشاريع الهندسة المدنية والبنية التحتية، وصلت قيمة البناء الإجمالية لجميع المشاريع التي تم تقييمها أو قيد التقييم بنظام سيكوال إلى 6 مليار جنيه إسترليني في خريف عام 2008. بحلول عام 2015 تجاوزت قيمة أعمال الهندسة المدنية التي تم تقييمها أو التي يتم تقييمها 25 مليار جنيه إسترليني.
في أكتوبر 2022 تم تغيير العلامة التجارية سيكوال للانضمام إلى مجموعة منتجات بريام باسم "BREEAM Infrastructure"(بريام للبنية التحتية).

## كيف يعمل سيكوال
يستخدم المخطط تقييمًا مبني على تسجيل النقاط الذي يمكن أن يطبق على أي مشروع هندسة مدنية أو مجال عام تيكون المخطط من 200 سؤال ضمن دليل سيكوال يتعلق بالجوانب البيئية والاجتماعية لمشروع مثل استخدام المياه والطاقة والأرض والتأثيرات على البيئة والمناظر الطبيعية والجيران وعلم الآثار، كذلك تقليص النفايات وإدارتها والعلاقات المجتمعية ووسائل الراحة، يتم منح الجوائز للمشاريع التي تجاوز فيها العملاء والمصممون والبناؤون الحد القانوني والبيئي الادنى لتحقيق معايير أداء بيئية مميزة.
تقييمات المشروع هي تقييمات ذاتية يقوم بها مُقيّم من فريق المشروع أو يتم التعاقد مع مُقيّم الذي يجب أن يكون قد تم تدريبه من قبل سيكوال، تقوم سيكوال أيضًا بتعيين مدقق مُدرّب للمشروع وهو مستقل عن فريق المشروع ويعمل على دعم المقيّم ويوفر اثبات صحة التقييم المكتمل والجائزه التابعه، تتضمن الخطوة الأولى موافقة المقيِّم والمدقق على الأسئلة التي لا صلة لها بالمشروع التي يجب الغائها ثم يتم تقييم المشروع عن طريق مجموعة الأسئلة المتبقية، يكمل المُقيم التقييم من خلال جمع الأدلة الداعمة المناسبة واستكمال جدول النقاط ثم يتم تقديم ذلك إلى المدقق مع الأدلة الداعمة للمراجعة والموافقة، بمجرد رضا المدقق عن التقييم يُرسب جدول النقاط إلى سيكوال للتصديق عليه وتُصدر شهادة جائزة سيكوال.
يوجد العديد من مستويات جائزة سيكوال المختلفة التي يمكن للمشروع تحقيقها اعتمادًا على النسبة المئوية لعدد النقاط المسجلة مقابل مجموعة الأسئلة المحددة، وهي كالاتي:
- أكثر من 25% - مقبول
- أكثر من 40% - جيد
- أكثر من 60% - جيد جدا
- أكثر من 75% - ممتاز

## انواع الجوائز
خمسة أنواع للجوائز يمكن التقديم عليها:
- جائزة المشروع بالكامل يتم تقديمها عادةً بشكل مشترك من قبل أو بالنيابة عن العميل والمصمم والمقاول الرئيسي.
- جائزة العميل والتصميم
- جائزة التصميم فقط، يتم التقديم عليها من قبل المصمم الرئيسي فقط
- جائزة المقاولات فقط، يتم التقديم عليها من قبل المقاول الرئيسي فقط
- جائزة البناء والتصميم، يتم التقديم عليها من قبل مصمم ومقاول المشروع

للمشاريع الأكبر أو طويلة المدى يتم تقديم جائزة مؤقتة (العميل والتصميم العام) حتى استلام جائزة المشروع الكاملة في النهاية

## الدليل
دليل سيكوال لتقييم المشاريع يحتوي على المئتين سؤال التي تكون تخطيط سيكوال التي تقيم على أساسها المشاريع، يحتوي الدليل أيضا على معلومات أساسية ومراجع وإرشادات تسجيل النقاط والغائها وأمثلة على ما يمكن اعتباره ادلة مناسبة، تقسم الاسئلة على 12 موضوع، كما الاتي:
- إدارة المشروع
- استخدام الأرض
- المناظر الطبيعية
- البيئة والتنوع البيولوجي
- البيئة التاريخية
- موارد المياه والبيئة المائية
- الطاقة والكربون
- استخدام المواد
- إدارة النفايات
- المواصلات
- الاثار على الجيران
- العلاقات مع المجتمع المحلي والمساهمين الاخرين

تم إطلاق دليل سيكوال النسخة الرابعة في نوفمبر 2008 وقدم هذا تحديثًا مهمًا للإصدارات السابقة، بما في ذلك الأسئلة الجديدة التي تستهدف على وجه التحديد انبعاثات الكربون وتحليل دورة حياة الكربون.
ينبغي قراءة دليل سيكوال جنبًا إلى جنب مع كتيب المخطط ودليل العملية الذي يقدم عملية تقييم سيكوال ويعمل بمثابة دليل "كيفية" للدليل.

## مشاريع حائزه على الجوائز
بعض مشاريع الهندسة المدنية التي حازت على جائزة سيكوال
جسور
- جسر فكتوريا، هيرفورد

المجال العام
- مربع كستم هاوس، بلفاست

السكك الحديدية
- لندن فوق الارض – خط شرق لندن[6]
- معبر هادمور، خط الساحل الغربي الرئيسي[7]

هياكل الدفاع النهرية والساحلية
- استقرار سد الفيضان في دارتفورد كريك، لندن
- محطة ضخ نيو سانت جيرمان، المستوى المتوسط، نورفك
- مخطط تحويل النهرين التوأم، مطار هيثرو[8]

الطرق
- مخطط تحويل A58 بلاكبروك، سانت هلنز، ميرسيسايد
- طريق A590 المرتفع والمنخفض لنيوتن، كمبريا[9]
- طريق كروس فالي لينك، نورثامبتون

إمدادات المياه والصرف الصحي
- امتدادات نفق نهر التايمز المائي الرئيسي، لندن
- محطة ريدنغ لمعالجة مياه الصرف الصحي

## انظر ايضا
مجلس استدامة البنية التحتية في أستراليا

## روابط خارجية
سيكوال
بريم للبنية التحتيه